# Таланцев, Зиновий Михайлович
Зино́вий Миха́йлович Тала́нцев (1868—1929) — русский промышленник и меценат; с 1909 года — нижегородский купец 1-й гильдии, совладелец Торгового дома «Братья Таланцевы», общественно-политический деятель, личный почётный гражданин (1891).

## Биография

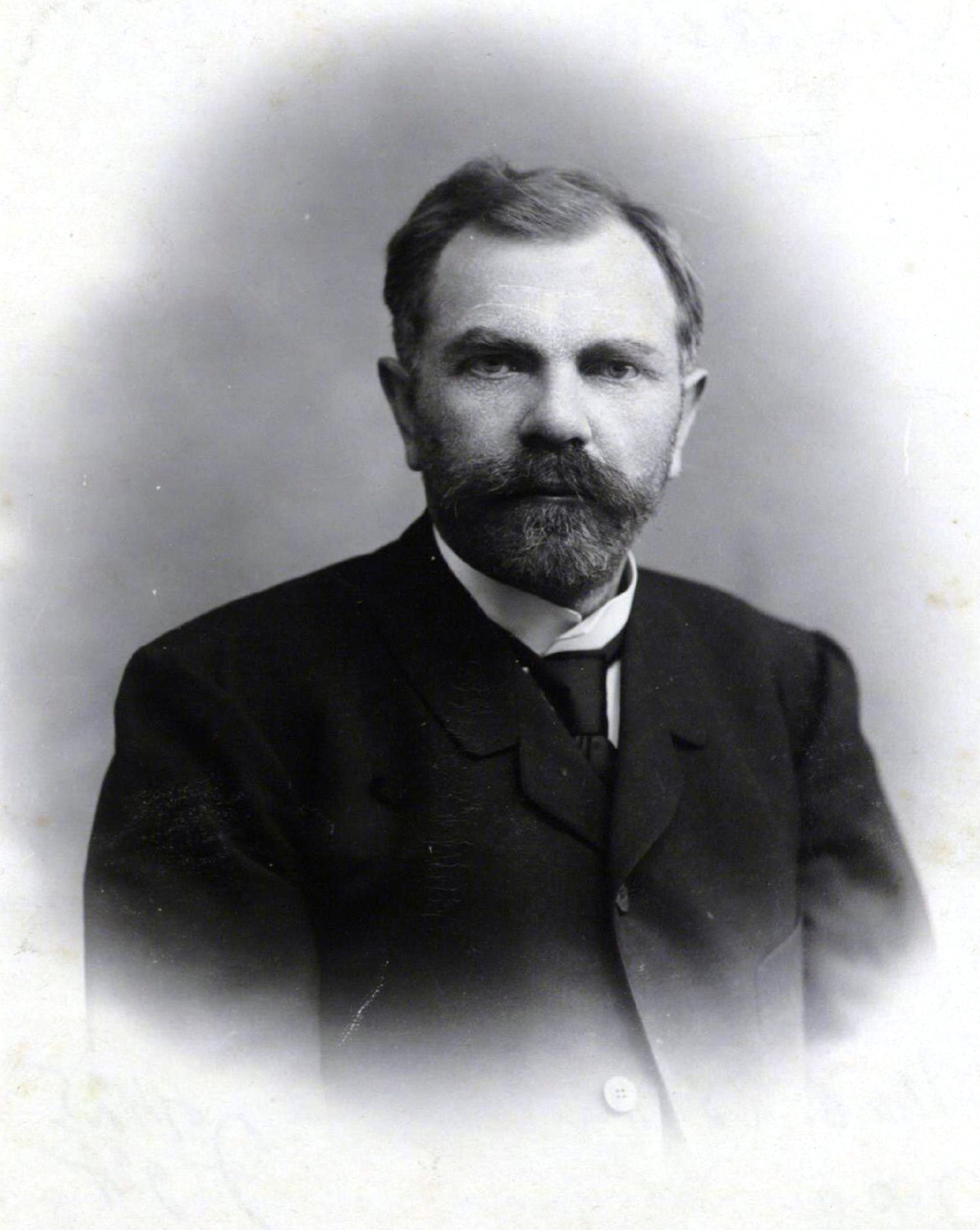
З. М. Таланцев, 1907

Родился 30 июня 1868 года в усадьбе Янибяково близ города Ядрин в семье Михаила Михайловича и Софьи Ивановны Таланцевых, стал третьим ребёнком в семье, после Николая и Михаила.
После окончания уездного училища учился в 3-й Казанской гимназии, которую окончил с серебряной медалью. В 1886 году поступил в Москве в Петровскую земледельческую и лесную академию. В 1887 году за участие в сходках студентов был из неё исключён. Затем Таланцев два года учился в Берлинской земледельческой высшей школе (академии) —  там он занимался химией под руководством профессора Ландольта, после чего вернулся домой. В 1890 году он поступил на физико-математический факультет Казанского университета, но через два года был отчислен за связь с революционно настроенными студентами. В 1896 году, уже будучи женатым, Таланцев снова оформился в Казанский университет и обучался на химика. Окончил университет в 1898 году, специализировался по химии под руководством таких крупных ученых как профессоры A. M. Зайцев, Ф. М. Флавицкий и др.

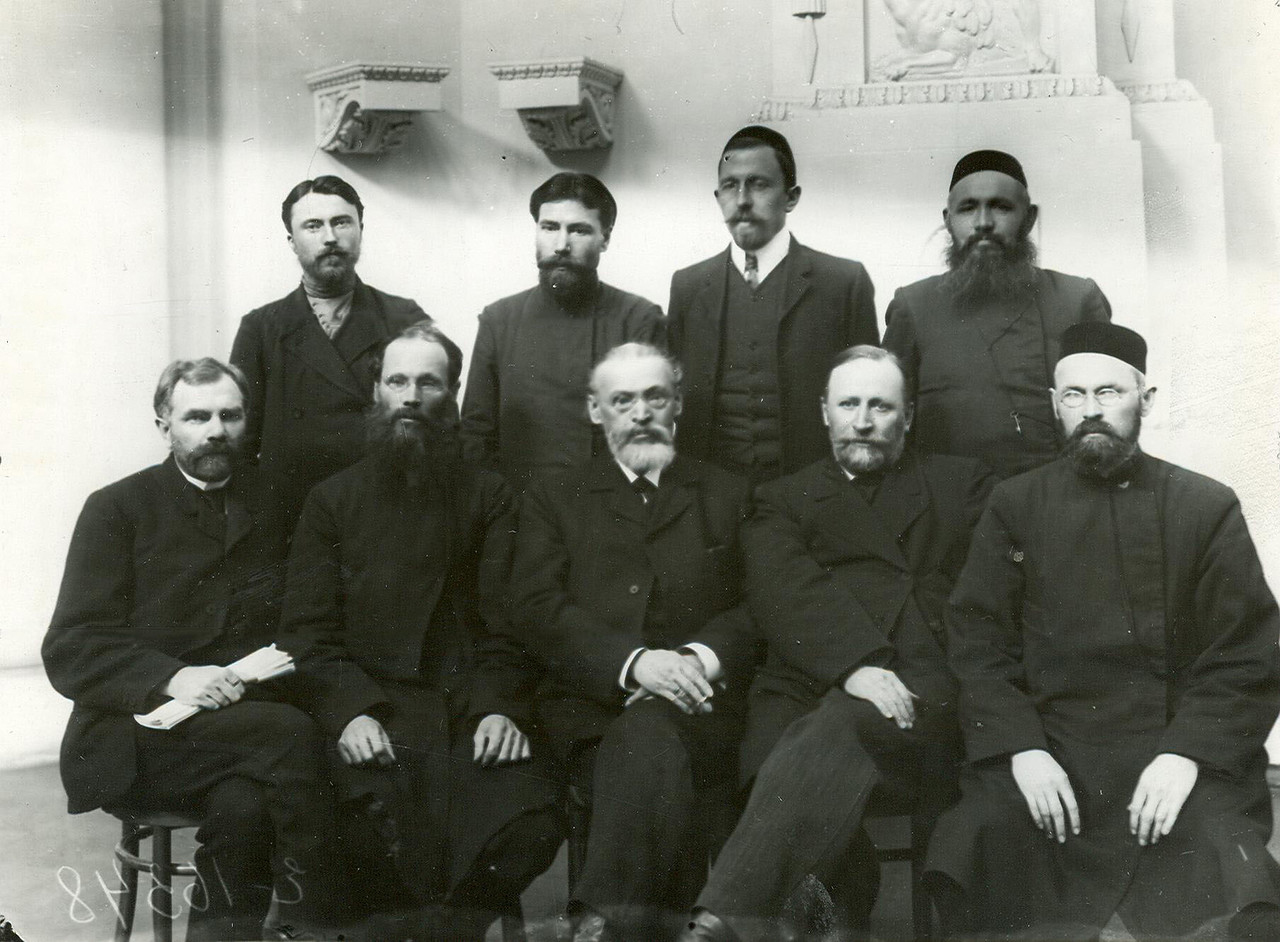
Группа депутатов II Государственной Думы от Казанской губернии. Стоят: Г. И. Петрухин, А. Ф. Фёдоров, С. Н. Максудов, Г. М. Мусин; сидят: З. М. Таланцев, М. В. Батуров, М. Я. Капустин, Д. А. Кушников, С. Т. Максютов.

Зиновий Михайлович принимал участие в революции 1905—1907 годов. Когда чувашские революционеры нуждались в средствах, он помогал им. Внёс деньги для издания литературы на родном языке, в том числе первой чувашской газеты «Хыпар» («Весть»). В 1906 году был избран членом II Государственной думы от Казанской губернии (член Трудовой группы). Находился под негласным надзором полиции, который был прекращён 12 марта 1913 года.
В 1906—1911 годах на личные деньги Таланцева прогимназия Ядрина была преобразована в полную женскую гимназию, так город получил женскую гимназию (среднюю школу). В 1913 году стал членом попечительского совета гимназии. Затем Таланцев переехал в Нижний Новгород, где избирался гласным Нижегородской думы. В 1914—1917 годах был членом правления Военно-промышленного комитета Нижнего Новгорода, членом Нижегородского биржевого общества.
Уже после Октябрьской революции, в 1918 году, З. М. Таланцев был принят на службу в главный масляный комитет «Главросмасло» Высшего Совета Народного Хозяйства заведующим химическим отделом. Он организовал химико-техническую лабораторию, вел преподавательскую работу на курсах при университете, стал автором ряда изобретений, которые были запатентованы. Ушел из ВСНХ в 1921 году по сокращению штатов и с осени этого же года работал доцентом химического факультета Нижегородского университета. Незадолго до кончины был избран профессором.
Умер от кровоизлияния в мозг 9 марта 1929 года в Нижнем Новгороде. Был похоронен на Лютеранском (Немецком) кладбище Нижнего Новгорода. После ликвидации кладбища могила была утрачена.

### Семья
Был женат на дочери инженера-поручика А. Д. Ермолаева, помещика из-под Курмыша — Александре Арсеньевне. Венчались они 10 ноября 1893 года в Михайло-Архангельской церкви Ядрина. В 1895 году в семье появился первенец Дмитрий, в 1897 году — Татьяна, в 1903 году — Юрий, в 1905 году — Ирина.
Как меценаты известны его братья: Михаил Михайлович и Николай Михайлович.

## Сочинения
- Таланцев З. М. Олифоварение и приготовление сиккативов / З. М. Таланцев, препод. Н.-Новгородск. хим. ин-та ; Бюро съездов маслобойной промышленности. — М., 1924.
- Таланцев З. М. Технология жиров и масел : В 2 ч. / З. М. Таланцев, препод. Нижегородск. гос. ун-та ; Всерос. синдикат маслобойной промышленности «Расмаслосиндикат». — М., 1925—1926.

## Награды
- Был награждён орденом Святого Станислава 3-й степени (1915).

## Память
- Бюст З. М. Таланцева установлен в Ядрине на пересечении Первомайской и Комсомольской улиц[5].
- Бюст З.М. Таланцева установлен в Чебоксарах на улице Энгельса, во дворе Национальной библиотеки